# Sarsa
Sarsa, pseudonimo di Marta Markiewicz (Słupsk, 13 giugno 1989), è una cantante polacca.

## Biografia
Laureata in Arte all'Università della Pomerania nella sua città natale di Słupsk, Sarsa ha iniziato la sua attività musicale cantando nei gruppi Fluktua e Sarsa Parilla. Prima di salire alla ribalta ha partecipato a talent show televisivi come Must Be the Music. Tylko muzyka nel 2011, The X Factor nel 2013, e The Voice of Poland nel 2014; in quest'ultima occasione si è qualificata per le semifinali, ma ha dovuto abbandonare il programma per motivi di salute.
Il 30 aprile 2015 è uscito il suo singolo di debutto Naucz mnie, che ha raggiunto la vetta della classifica polacca ed è stato certificato disco di diamante dalla Związek Producentów Audio-Video con oltre 100 000 copie vendute a livello nazionale. Il video musicale del brano ha ottenuto 35 milioni di visualizzazioni nel corso del 2015, risultando il secondo più visualizzato dell'anno in Polonia (e il primo fra i soli video di artisti polacchi). Naucz mnie ha vinto il premio per la canzone dell'anno agli Eska Music Awards del 2015. È stato inoltre il brano più trasmesso dalle radio dell'anno, nonché quello più acquistato in digitale.
A luglio 2015 ha rappresentato il suo paese al Baltic Song Contest a Karlshamn cantando Let It Go (la versione in lingua inglese di Naucz mnie) e il nuovo singolo Indiana, vincendo il premio del pubblico. Il suo album di debutto, Zapomnij mi, è uscito il mese successivo e ha debuttato alla 2ª posizione della classifica polacca. È stato certificato disco di platino con oltre 30 000 copie vendute, e le ha fruttato una candidatura per il miglior artista polacco agli MTV Europe Music Awards 2015.
A marzo 2017 è uscito Bronię się, il singolo apripista del suo secondo album, Pióropusze, uscito due mesi dopo. Il disco ha raggiunto il 19º posto in classifica e ha venduto più di 15 000 copie, sufficienti a certificarlo disco d'oro. Nell'estate successiva si è esibita al festival della canzone polacca di Opole, dove ha presentato i brani Volta e Motyle i ćmy.
Zakryj, il primo singolo estratto dal terzo album di Sarsa, è uscito ad agosto 2018 ed è diventato la seconda numero uno in classifica della cantante. Ha ottenuto due dischi di platino, con oltre 40.000 unità di vendite totalizzate. L'album omonimo è uscito nel maggio successivo e ha debuttato alla 4ª posizione in classifica. È stato certificato anch'esso disco d'oro in Polonia. Sarsa è stata nuovamente in lizza per il premio per il miglior artista polacco agli MTV Europe Music Awards 2019.

## Discografia

### Album in studio
- 2015 – Zapomnij mi
- 2017 – Pióropusze
- 2019 – Zakryj
- 2022 – Runostany

### Singoli
- 2015 – Naucz mnie
- 2015 – Indiana
- 2015 – Zapomnij mi
- 2016 – Feel No Fear
- 2016 – Dzielę
- 2017 – Bronię się
- 2017 – Volta
- 2017 – Motyle i ćmy
- 2018 – Pióropusze
- 2018 – Zakryj
- 2019 – Carmen
- 2019 – Sentymenty
- 2019 – Tęskno mi
- 2019 – Nienaiwne
- 2021 – Przyspieszam